# Victor Giraud (peintre)
Pour les articles homonymes, voir Victor Giraud (homonymie) et Giraud.
Victor Giraud est un peintre français né à Paris le 12 janvier 1840 et mort dans la même ville le 20 février 1871.

## Biographie
Victor Julien Giraud est élève de son père, Pierre François Eugène Giraud. Il entre le 3 avril 1856 à l'École des beaux-arts de Paris dans l'atelier de François-Édouard Picot.
Le 22 juin 1859, l'administration des Beaux-Arts lui commande une copie d'après la Vierge du Rosaire de Bartolomé Esteban Murillo, copie qui a été attribuée à l'église de Contrières (Manche).
Il expose son premier tableau au Salon de 1863, et y envoie ses œuvres jusqu'en 1870. Il y obtient des médailles en 1867 et 1868, avec Un Marchand d'esclaves puis le Retour du mari. Son Marchand d'esclaves du Salon de 1867 lui vaut les éloges de deux critiques d'art ; Ernest Chesneau écrit : « [le motif] a été rajeuni par M. Victor Giraud. Il y fait rayonner sa composition autour du groupe principal formé du marchand et d'une jeune esclave. [Il admire] l'air qui circule dans ce tableau, la lumière qui enveloppe toute la composition […] M. Victor Giraud a désormais pris place aux premiers rangs de notre jeune école[réf. nécessaire] », et Théophile Gautier estime que : « C'est de l'antique, mais plus souple, plus libre et comme rajeuni et renouvelé par la compréhension moderne, à la façon d'André Chénier[réf. nécessaire]. »
Victor Giraud, garde national, est tué au cours du siège de Paris le 20 février 1871.

## Œuvres

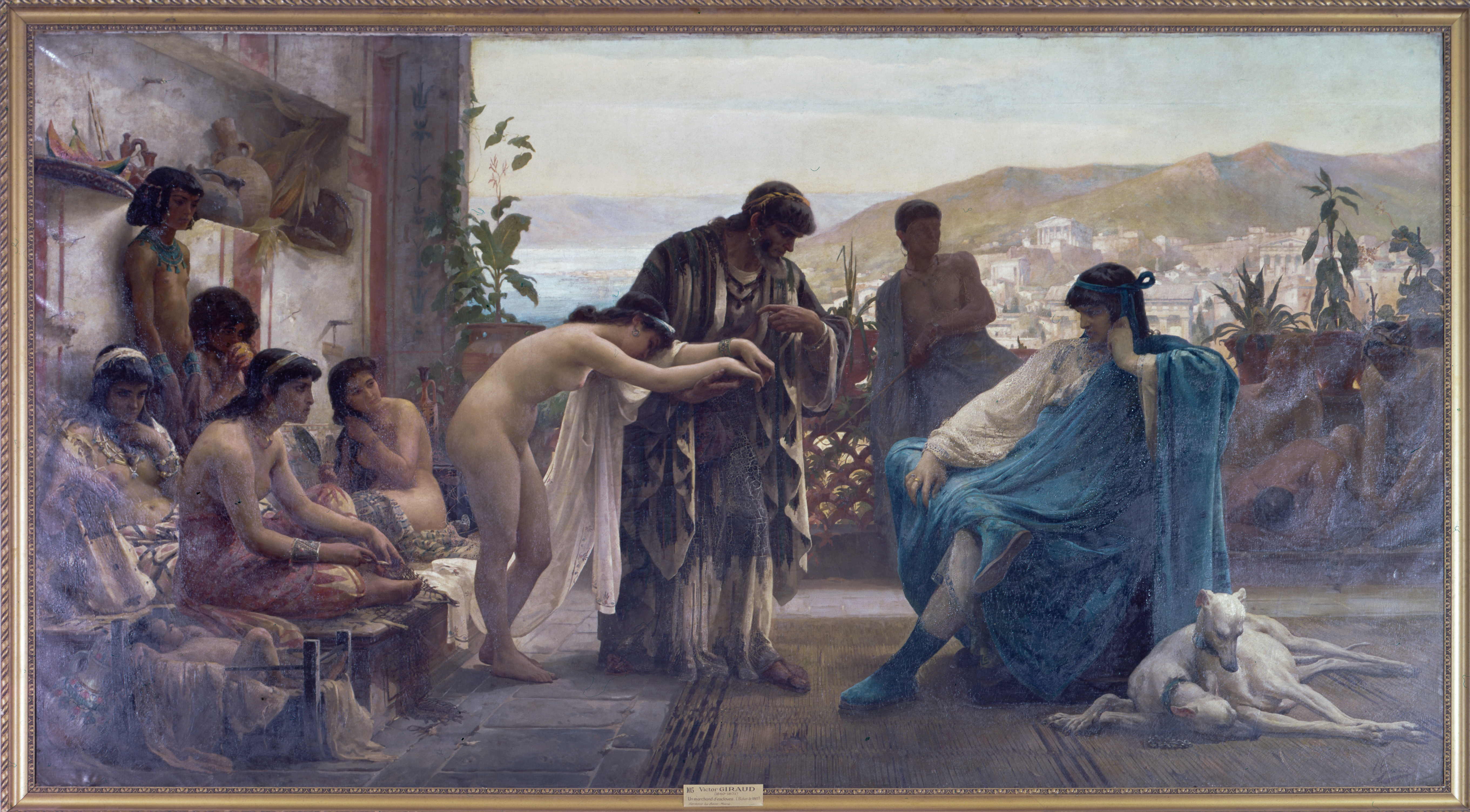
Un marchand d'esclaves, 1867, Paris, musée d'Orsay.

- Clouterie, Salon de 1863, localisation inconnue.
- Un déjeuner dans l'atelier, Salon de 1864, musée des Beaux-Arts de Budapest[1].
- Portrait de M. Monrose, sociétaire du Théâtre Français, Salon de 1864, localisation inconnue.
- Un marchand d'esclaves, Salon de 1867, Paris, musée d'Orsay[2].
- Le Retour du mari, Salon de 1868, Montpellier, musée Fabre.
- Le Charmeur de pigeons, Salon de 1870, localisation inconnue.